# Dirgha sukshma
Dirgha sukshma is een pranayama (ademhalingstechniek) in yoga, waarbij er sprake is van een verlengde krachtige ademhaling. Pranayama's hebben in yoga een tweeledig nut: de toevoer van zuurstof naar de hersenen en het voorzien van het lichaam van prana, ofwel levensenergie.
Bij dirgha sukshma wordt - net als bij suksama shwasa prashwasa - een stukje katoen met de adem verplaatst. In het geval van deze pranayama wordt de afstand tussen het stukje katoen en de neus geleidelijk groter gemaakt. Bij de verruiming van de afstand wordt de ademhaling steeds beter gevoeld, eerst in het hart, dan de navel, onderaan de wervelkolom tot uiteindelijk in de voeten. Door het oefenen zou deze ademhaling steeds dieper en krachtiger worden maar blijft de adembeweging toch rustig. De geest zou rustiger worden en meditaties zouden in kracht toenemen.
volledige ademhaling · middenrifademhaling · flankademhaling · sleutelbeenademhaling · mondademhaling · neusademhaling

abhyantara bahya stambha vritti · activerende ademhaling · agni prasana · anuloma · anuloma viloma · bhastrika · brahmari · chandra bhedana · chatur mukhi · dirgha sukshma · kapalabhati · kevala kumbhaka · kumbhaka · murcha · nadi sodhana · ohm sahita rechaka · plavini · prachhardana · prana apana samyukta · pratiloma · sahita kumbhaka · sama vritti · samanu · sapta vyahrita · sargarbha sahita kumbhaka · sarva dwara baddha · sithali · sitkari · stambha vritti · sukha purvaka · suksama shwasa prashwasa · surya bhedana · tri bandha kumbhaka · ujjayi · vaya viya kumbhaka · viloma · visama vritti